# Embalse Carlos Manuel de Céspedes
Embalse Carlos Manuel de Céspedes är en reservoar i Kuba.   Den ligger i provinsen Provincia de Santiago de Cuba, i den sydöstra delen av landet, 700 km sydost om huvudstaden Havanna. Embalse Carlos Manuel de Céspedes ligger 117 meter över havet. Arean är 11,3 kvadratkilometer. I omgivningarna runt Embalse Carlos Manuel de Céspedes växer huvudsakligen savannskog. Den sträcker sig 7,0 kilometer i nord-sydlig riktning, och 5,6 kilometer i öst-västlig riktning.